# 弗雷明翰心脏研究
弗雷明翰心脏研究是一项针对马萨诸塞州弗雷明翰市居民的长期心血管的研究。该研究始于1948年，最初有5209名成年受试者参与，现在已经进入第三代参与者阶段。研究的主要目标是识别导致心血管疾病的常见因素或特征。在国家心肺血液研究所的指导下，研究团队长期跟踪参与者的心血管疾病发展。自1971年以来，波士顿大学医学院一直作为NHLBI的承包商和学术合作伙伴参与该研究。
在该研究之前，几乎没有关于高血压或动脉粥样硬化性心血管疾病（ASCVD）流行病学的知识。许多现在关于心脏病的常识，例如饮食、运动和常见药物（如阿司匹林）的影响，都是基于这项研究得出的。大波士顿地区的各医院和大学的多位健康专业人士也参与了该项目。